# São Luís do Quitunde (ort)
São Luís do Quitunde är en ort i Brasilien.   Den ligger i kommunen São Luís do Quitunde och delstaten Alagoas, i den östra delen av landet, 1 500 km nordost om huvudstaden Brasília. São Luís do Quitunde ligger 7 meter över havet och antalet invånare är 20 563.
Terrängen runt São Luís do Quitunde är huvudsakligen platt. São Luís do Quitunde ligger nere i en dal. São Luís do Quitunde är det största samhället i trakten.
Omgivningarna runt São Luís do Quitunde är en mosaik av jordbruksmark och naturlig växtlighet. Runt São Luís do Quitunde är det ganska tätbefolkat, med 83 invånare per kvadratkilometer.